# Virgen de Cuapa
La Virgen de Cuapa, formalmente Nuestra Señora de Cuapa es una advocación mariana de la Iglesia católica venerada entre los fieles católicos nicaragüenses tuvo su origen en los testimonios de Bernardo Martínez quien afirmó haber presenciado varias apariciones marianas en el pueblo de Cuapa. 
Las manifestaciones empezaron durante la guerra civil en 1980-1990 en el pueblo de Cuapa en el departamento de Chontales. Tiene aprobación eclesiástica de los obispos Bosco Vivas Robelo y Pablo Antonio Vega Mantilla, y el apoyo del mariológo René Laurentin.

## Historia de las apariciones
Según el testimonio del vidente Bernardo Martínez, un humilde campesino y también en ese entonces sacristán, las apariciones de La Virgen empezaron en los días 8 de cada mes (como los de Fátima, que eran los días 13) comenzando con pequeñas señales el 15 de abril del año 1980. El vidente describió lo siguiente:

Pensé que eran los muchachos que jugando en la plaza habían quebrado las tejas y así era que entraba claridad sobre la imagen. Me acerqué para ver y vi que no había ningún agujero en el techo; salí para ver si por las ventanas entraba luz de afuera y no vi nada; volví cerca de la imagen a ver si le habían puesto un rosario fosforescente, miré las manos, los pies, el cuello… No era nada de eso. La luz no salía de ninguna cosa, la luz salía de ella. Con la iluminación que ella daba se podía caminar sin tropezar. Y era de noche, casi las ocho de la noche porque había llegado tarde.
Bernardo Martínez

La primera aparición de la Virgen María comenzó el día 8 de mayo del 1980. Bernardo decidió irse a pescar al río, camino de regreso, se recostó a un árbol a rezar. A las tres de la tarde ve un relámpago y sin saber de dónde venía, caminó unos seis pasos y vio otro relámpago, entonces vio a la Virgen bajo la advocación de La Asunción. Bernardo cuenta la aparición así:

Una bellísima Señora. Los pies los tenía descalzos. El vestido era blanco y largo. Tenía una cinta celeste en la cintura. Manga larga. La cubría un manto de color crema pálido con bordados de oro en la orilla. Las manos las tenía juntas sobre el pecho. Parecía la imagen de la Virgen de Fátima. Yo me quedé inmóvil. No tuve acción de correr ni de gritar. No tuve miedo. Tuve sorpresa... Ella extendió los brazos como la Medalla Milagrosa y de las manos salieron rayos de luz más fuertes que el sol y los rayos, que salían de sus manos, daban hacia mi pecho. Yo le dije: ¿Cómo se llama Usted? Ella me contestó con una voz dulcísima que jamás he oído de ninguna mujer ni persona: "Soy la Virgen María".... Le pregunté, entonces, que de dónde venía. Me dijo con la misa dulzura: Vengo del cielo. Soy la madre de Jesús... ¿Qué quiere? Ella me respondió: Quiero que recen el rosario todos los días... No quiero que lo recen solamente en el mes de mayo. Quiero que lo recen permanentemente en familia desde los niños que tengan uso de razón, que lo recen en una hora fija, cuando ya no haya problemas con los quehaceres del hogar y que a través de la visión pide que se dé a conocer este mensaje a la gente.
Bernardo Martínez

Después de la primera aparición sucedieron otras en distintas fechas: el 15 de abril se da lo que se conoce como la iluminación de la imagen de la Virgen en la capilla del pueblo, El 16 de mayo la virgen reclama el porqué no dio el mensaje de la visión anterior, la virgen le expresa: “No tengas miedo. Yo te voy a ayudar y dile al sacerdote”. En el mes siguiente, el día 8 de junio la manifestación se dio a través de un sueño el que según las crónicas la Virgen le presentaba el cielo al vidente. La visión del 8 de julio la consideran como la visión de “las confirmaciones” porque un Ángel se manifiesta y le confirma algunos acontecimientos que sucederían en la comunidad. El día 8 de septiembre se presenta a Bernardo como la Virgen Niña:

La vi niña, ¡bellísima, pero pequeña! Vestía una túnica color crema pálido. No tenía velo, ni corona, ni manto; ningún adorno, ni bordado. El vestido era largo, manga larga y estaba ceñido por un cordón rosado. El cabello le caía a los hombros y era de color café. Los ojos también, aunque más claros, casi de color miel. Toda ella irradiaba luz. Se parecía a la Señora, pero era una niña.
Bernardo Martínez

En esta misma aparición pide en nombre del Señor la “restauración de los templos vivos que son ustedes” e insistió en la construcción de la paz "Ámense; ámense unos a otros. Perdónense. Hagan la paz: No la pidan sólo, ¡Háganla!". El 13 de octubre se da la última manifestación en Cuapa, se presentó en la advocación de la Virgen Dolorosa. Después de la Eucaristía los creyentes seguían al vidente cantando hasta el lugar de las apariciones

De pronto, un relámpago, igual que las otras veces; luego, un segundo. Bajé la vista y vi a la Señora. Esta vez la nube estaba sobre las flores que habíamos llevado y, sobre la nube, los pies de la Señora. ¡Bellísima! Ella extendió las manos y nos llegaron rayos de luz a todos.... Se llevó las manos al pecho, en actitud como la imagen de la Dolorosa... el manto cambió a un color gris, puso el rostro triste y lloró. Le dije: "Señora, ¡perdóneme por lo que le he dicho! Yo soy el culpable. Usted está enojada conmigo. ¡Perdóneme! ¡Perdóneme!.
Bernardo Martínez

Y en su relato la Virgen le respondió:

Yo no estoy enojada ni me enojo. Me da tristeza la dureza del corazón de esas personas. Pero vos tenéis que hacer oración por ellas para que cambien

...
Continuando la Virgen le avisó al Vidente Bernardo que ese día sería su última aparición ya que no volvería a verla, pero el insistió en que no se fuera, pero la Virgen lo consoló que no se preocupara que siempre estaría con él y que la gente la invocara con estas palabras: Santísima Virgen, vos sois mi Madre, La Madre de todos nosotros pecadores.
Siendo Bernardo sacerdote, la Virgen se manifestó otras veces en el Crucero un municipio de Managua, en el que según el vidente se mostró con la apariencia de la Virgen de las Victorias. La Iglesia católica como una manera de preservar intacto el mensaje de la Virgen aprobó las apariciones, siendo éstas apoyadas por los obispos Bosco Vivas Robelo, Pablo Antonio Vega Mantilla y por René Laurentin.

## Controversia
Según Eduardo Galeano, la Virgen 
"manifestó su apoyo a la política del presidente Reagan contra el sandinismo ateo y comunista".

## Canción
Con esta advocación mariana venerada por los fieles católicos nicaragüenses y centroamericanos, la Virgen María atendió la petición que con fervor mariano Tino López Guerra expresó en el coro su canción "Cuando mi tierra te nombra": 
"Tú apareciste en Francia,
en México y Portugal
aparece, Madre Santa en América Central.
Que te cuesta, dulce María,
Pide permiso al Señor,
que toda la Patria mía
por Tí se muere de amor."